# Hot cross bun
Hot cross bun (pol. gorąca bułka z krzyżem) – słodka bułka z przyprawami, zwykle robiona z owocami, oznaczona krzyżem na górze i tradycyjnie spożywana w Wielki Piątek w Wielkiej Brytanii, Irlandii, Australii, Nowej Zelandii, Afryce Południowej, Kanadzie, Indiach, Pakistanie i Stanach Zjednoczonych. W niektórych miejscach, w tym w Wielkiej Brytanii, są one dostępne przez cały rok.
Bułka oznacza koniec chrześcijańskiego okresu Wielkiego Postu, a jej części mają znaczenie symboliczne: krzyż oznacza ukrzyżowanie Jezusa, zaś przyprawa w środku symbolizuje zioła używane do balsamowania Jezusa przed pogrzebaniem; produkt może również zawierać skórkę pomarańczową, jako symbol goryczy czasu Chrystusa na krzyżu.

## Historia
Zwyczaj oznaczania ciasta krzyżem mógł być praktykowany przez Greków w VI wieku naszej ery.
Jedna z teorii głosi, że współczesna hot cross bun pochodzi z St Albans w Anglii, gdzie w 1361 roku brat Thomas Rodcliffe, mnich w opactwie St Albans, opracował podobny przepis o nazwie „Alban Bun” i w Wielki Piątek rozdawał bułki lokalnej biedocie.
W roku 1592, za panowania Elżbiety I, londyński Clerk of Markets wydał dekret zabraniający sprzedaży hot cross buns i innych przyprawionych chlebów, z wyjątkiem pogrzebów, Wielkiego Piątku i Bożego Narodzenia. Karą za przekroczenie dekretu był przepadek całego zakazanego produktu na rzecz ubogich. W wyniku tego hot cross buns w tamtych czasach były wytwarzane głównie w domowych kuchniach. Dalsze próby powstrzymania sprzedaży tych produktów miały miejsce za panowania Jakuba I (1603–1625).
Pierwsza konkretna informacja o hot cross buns pochodzi z londyńskiego zawołania ulicznego: „Good Friday comes this month, the old woman runs. With one or two a penny hot cross buns”, który pojawił się w Poor Robin’s Almanac na rok 1733. Wers „One a penny, two a penny, hot cross-buns” pojawia się w angielskiej rymowance Hot Cross Buns opublikowanej w „London Chronicle” w dniach 2–4 czerwca 1767 roku. Historyk żywności Ivan Day stwierdza: „Bułeczki zostały wypiekane w Londynie w XVIII wieku. Ale jeśli zacznie się szukać wcześniejszych wzmianek lub przepisów, nic się nie trafi”.
Tradycyjną metodą wykonania krzyża na bułce jest użycie kruchego ciasta, chociaż niektóre przepisy w XXI wieku zalecają pastę z mąki i wody.

## Tradycje

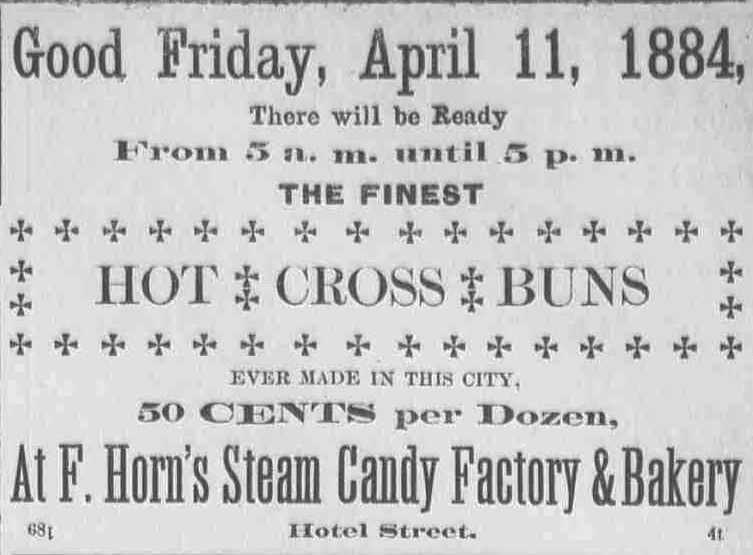
Reklama z 1884 roku w hawajskiej gazecie zapowiadająca sprzedaż hot cross buns na Wielki Piątek.

Angielski folklor zawiera przesądy dotyczące hot cross buns. Jeden z nich mówi, że bułeczki wypiekane i podawane w Wielki Piątek nie zepsują się ani nie spleśnieją przez następny rok. Inny zachęca do trzymania takiej bułki w celach leczniczych. Mówi się, że kawałek z nich podany choremu pomoże mu wyzdrowieć.
Mówi się też, że hot cross buns zabrane w podróż morską chronią przed katastrofą morską. Powieszone w kuchni chronią przed ogniem i zapewniają idealne wypieki. Wiszącą bułkę zmienia się co roku.
Zawieszone w spichlerzu mają zapobiegać pojawieniu się gryzoni.

## Inne wersje
W Wielkiej Brytanii supermarkety produkują wariacje na temat tradycyjnego przepisu, takie jak toffi, pomarańczowo-żurawinowe, z solonym karmelem oraz czekoladowe i jabłkowo-cynamonowe.

Na Słowacji i w Czechach mazanec to podobne ciasto lub słodki chlebek spożywany na Wielkanoc. Na górze często znajduje się krzyż.

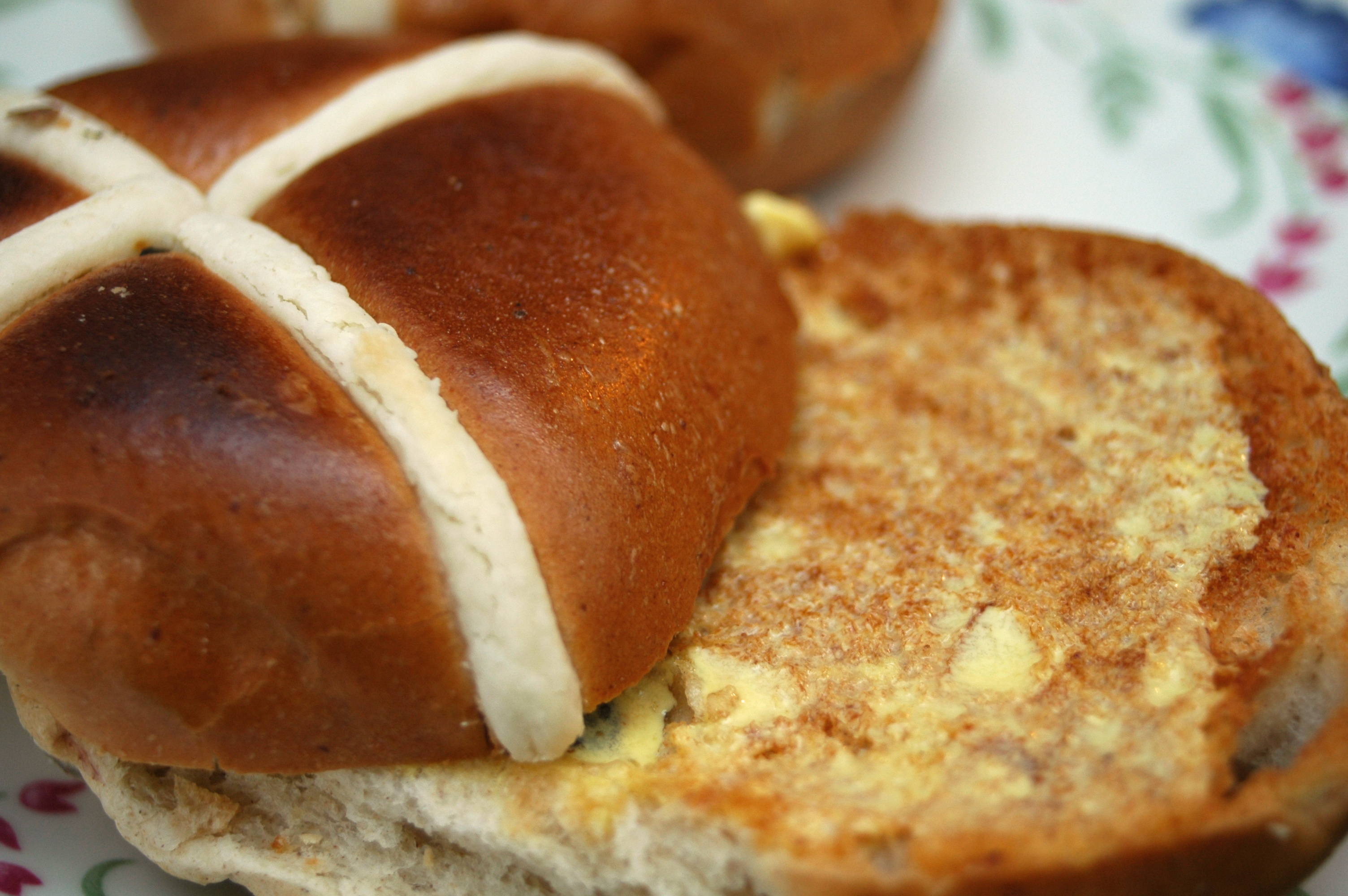
Hot cross bun z krzyżem zrobionym z pasty mącznej, przecięta na pół